# Elise Neal
Elise Demetria Neal, född 14 mars 1966 i Memphis i Tennessee, är en amerikansk skådespelerska. Hon medverkar bland annat i filmerna Rosewood, Money Talks och Scream 2, alla från 1997. Hon har också spelat rollen som Yvonne Hughley i TV-serien The Hughleys från 1998 till 2002, samt Tia Jewel i TV-serien All of Us från 2003 till 2005.
Neal har varit nominerad till totalt tre stycken NAACP Image Awards. Hon har också haft studier på University of the Arts i Philadelphia.

## Filmografi (i urval)

### Filmer
- 1992 – Malcolm X
- 1995 – Let It Be Me
- 1997 – Rosewood
- 1997 – Money Talks
- 1997 – Scream 2
- 2000 – Mission to Mars
- 2002 – Paid in Full – Högt pris
- 2005 – Hustle & Flow
- 2010 – Love Ranch
- 2017 – Logan – The Wolverine
- 2017 – Tragedy Girls
- 2020 – The Grudge

### TV-serier
- 1991 – Another World (TV-serie)
- 1992 – I lagens namn (TV-serie)
- 1993 – Räkna med bråk (TV-serie)
- 1993–1995 – I Coopers klass (TV-serie)
- 1994 – Fresh Prince i Bel Air (TV-serie)
- 1994 – Red Shoe Diaries (TV-serie)
- 1995 – Chicago Hope (TV-serie)
- 1995–1996 – Seaquest DSV (TV-serie)
- 1996 – Yrke: Polis (TV-serie)
- 1998 – The Wayans Bros. (TV-serie)
- 1998–2002 – The Hughleys (TV-serie)
- 2003–2005 – All of Us (TV-serie)
- 2005 – CSI: Crime Scene Investigation (TV-serie)
- 2009 – Private Practice (TV-serie)
- 2011–2012 – A.N.T. – Avancerad Ny Talang (TV-serie)
- 2012 – Scandal (TV-serie)
- 2013 – The Soul Man (TV-serie)
- 2020 – Into the Dark (TV-serie)
- 2021 – A Black Lady Sketch Show (TV-serie)